# アルボルズ山脈

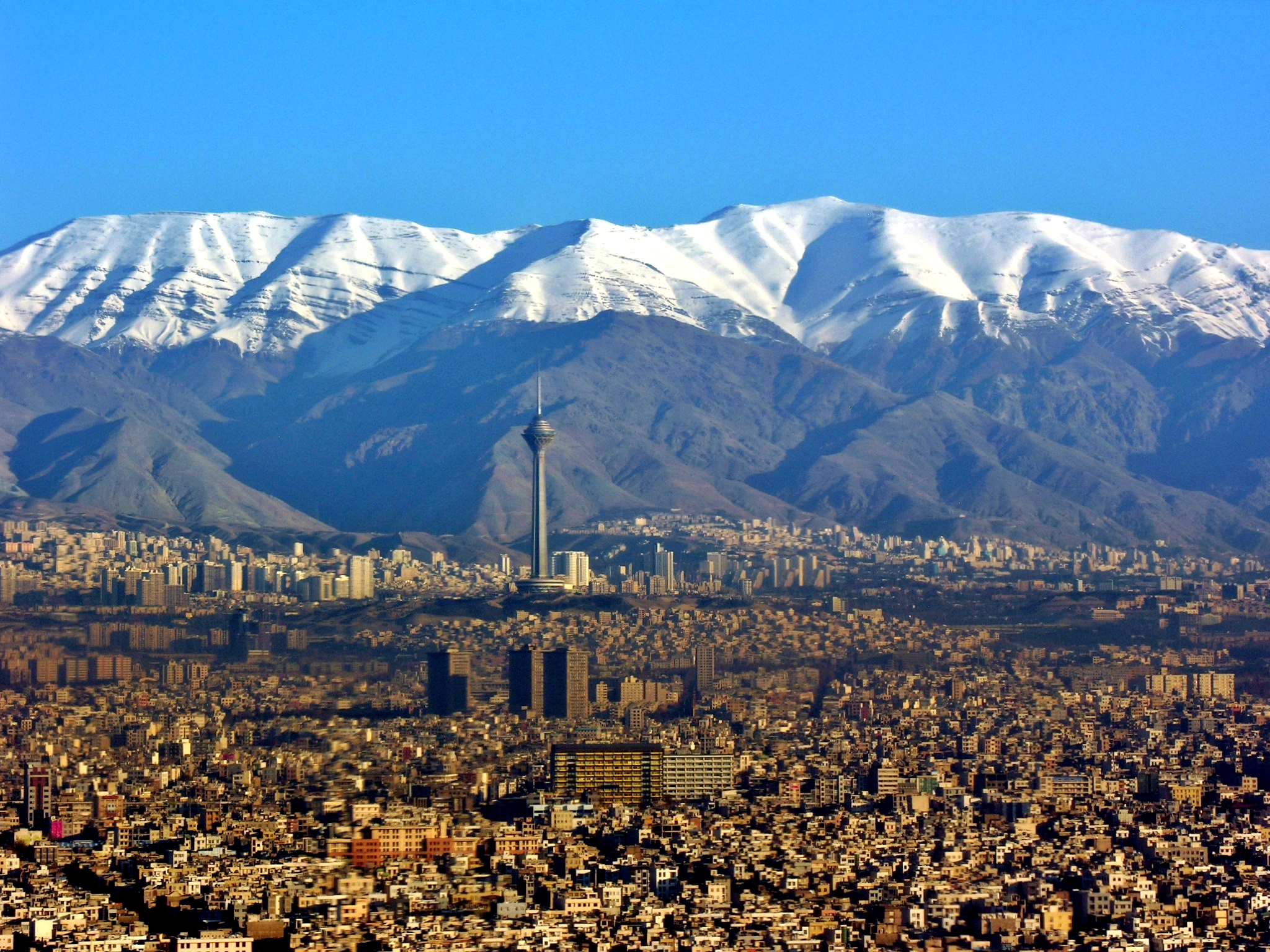
テヘランから見えるアルボルズ山脈

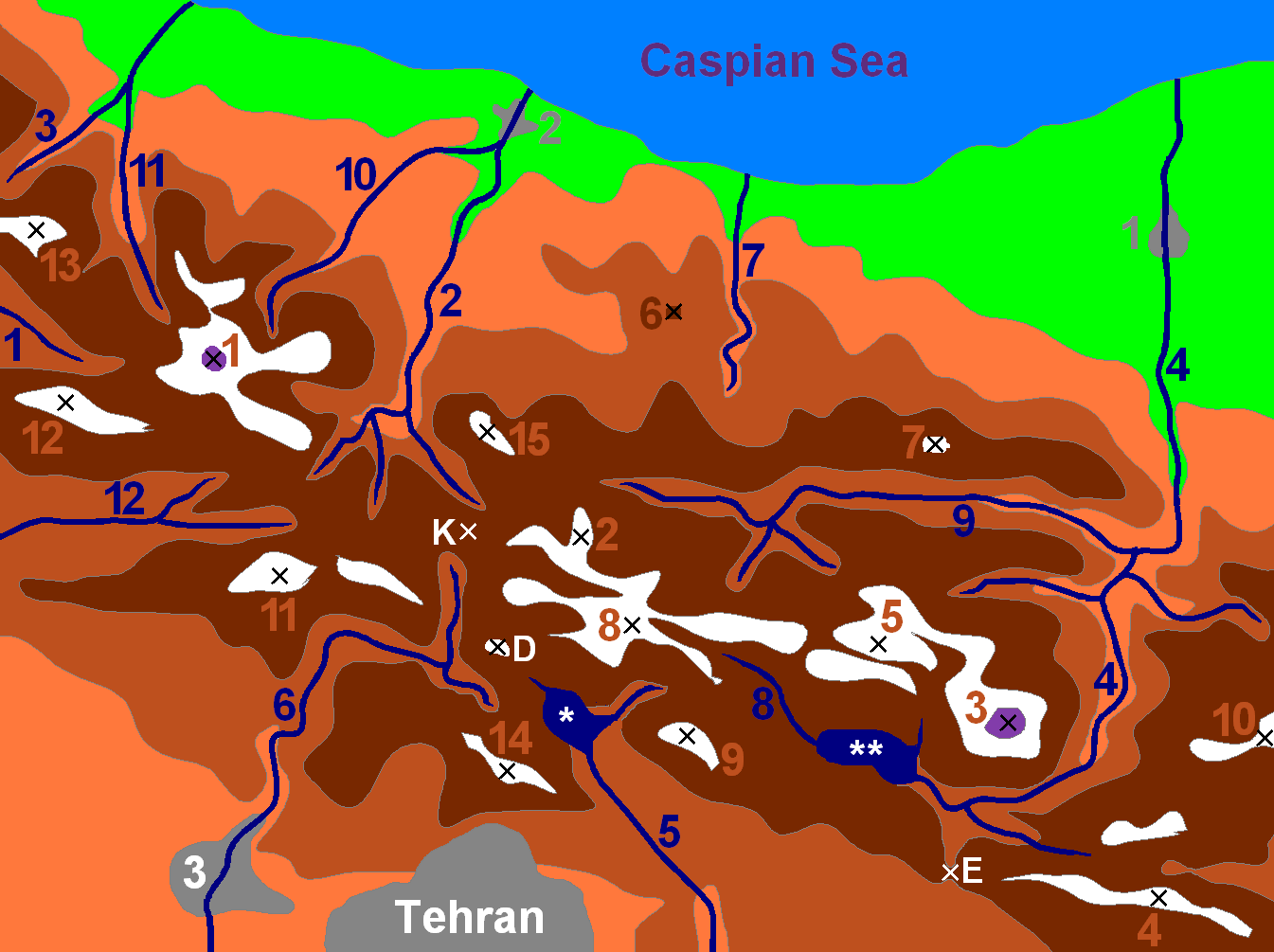
カスピ海とテヘランの間に横たわる山脈

アルボルズ山脈（Alburz Mountains、ペルシア語: البرز, ラテン文字転写: Alborz）は、イラン北部のカスピ海を臨む山脈である。ヨーロッパ語経由でエルブルズなどと転訛して表記することもある。最高峰はダマーヴァンド山で、イランで最も高い。首都テヘランは、ダマーヴァンド山の西南西約60kmの位置にある。名前はゾロアスター経典の伝説的な山に因む。

## 地質
山脈はデボン紀から古第三紀漸新世の堆積岩で構成される。デボン紀砂岩やジュラ紀の石炭質頁岩が陸成で、石炭紀・ペルム紀の石灰岩が海成である。アラビアプレートとユーラシアプレートの衝突とアルプス造山運動の影響が新第三紀鮮新世まで続き褶曲構造が形成された。古第三紀始新世には大規模な溶岩・凝灰岩が噴出した。